# 江口晃平
江口 晃平（えぐち こうへい、1994年12月20日 - ）は、日本の元ラグビー選手。

## プロフィール
- 京都府出身[1]。
- 現役時代のポジションはフッカー(HO)。
- 身長 174cm、体重 105kg
- U19日本代表に選ばれたことがある[2]。

## 略歴
2013年、伏見工業高校卒業後、立命館大学に入学する。なお伏見工業高校時代、高校日本代表候補に選ばれたことがある。
2016年、立命館大学ラグビー部の副将に就任した。
2017年、立命館大学卒業後、ヤマハ発動機ジュビロ(現・静岡ブルーレヴズ)に加入。
2020年1月25日にジャパンラグビートップリーグ第3節リコーブラックラムズ戦に途中出場で公式戦初出場を果たす。
2023年、現役を引退した。